# Řád tří zlatých roun
Řád tří zlatých roun (francouzsky: Ordre des Trois-Toison d'Or) byl nejvyšší francouzský řád, založený císařem Napoleonem I. roku 1809, který však nikdy nevstoupil v život.
V roce 1809 stál Napoleon I. na vrcholu své moci, a rozhodoval mimo jiné ve Španělsku, Rakousku i Burgundsku, tedy ve třech zemích, spjatých se slavným Řádem zlatého rouna, který byl založen v Burgundsku a udělovali jej habsburští císaři a španělští králové. Napoleon se tedy rozhodl předstihnout řád Zlatého rouna a vytvořit nový řád, který bude symbolizovat sepětí Francie, Španělska a Rakouska.
Řád byl založen 15. srpna 1809 ve Vídni, kde císař právě pobýval. Měl mít tři třídy:
- velkorytíř (Le Grand Chevalier) - nejvíce 100 osob, vyhrazený pro císařské prince a nejvyšší hodnostáře říše po 10 letech služby, pro ministry po 20 letech ve funkci,
- komandér (Commandeur) - nejvíce 400 osob, vyhrazený pro důstojníky, kteří měli dostávat roční rentu 4000 zlatých franků,
- rytíř (Chevalier) - nejvíce 1000 osob, vyhrazený pro poddůstojníky a mužstvo, kteří měli dostávat roční rentu 1000 franků.

Velmistrem řádu byl francouzský císař, kancléřem byl zprvu jmenován Bernard Germain de Lacépède (který byl také kancléřem Čestné legie) a roku 1810 generál Antoine-François Andréossy a pokladníkem byl jmenován Rutger Jan Schimmelpenninck. Řád byl nadán pozemky v okolí Říma a výnosy z dolů ve slovinské Idrii.
Nicméně proti zřízení tohoto řádu začal značný odpor mezi členy Čestné legie, kteří se obávali umenšení svého vyznamenání a jak Napoleonův bratr Josef Bonaparte jako král Španělska nadále uděloval tradiční řád Zlatého rouna, tak i Napoleonův tchán císař František I. uděloval řád Zlatého rouna. Vzhledem k těmto okolnostem Napoleon I. svůj řád Tří zlatých roun zrušil roku 1813 a jeho majetek udělil Čestné legii.
Insignie řádu jsou nesmírně vzácné a jde o zlatého napoleonského orla, který svírá tři zlaté ovčí kůže.